# Karisto

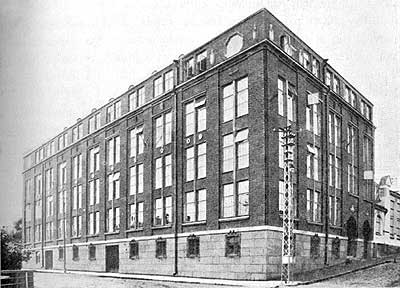
Clădirea de birouri a companiei Karisto în jurul anului 1928.

Karisto Oy este o editură de carte din Finlanda. Anterior, compania s-a implicat și în domeniul tipografiei și prelucrării hârtiei.

## Istoric
Activitatea de editare a companiei Karisto a început în 1900. Fondatorii au fost August Boman și Arvi A. Karlsson (ulterior Karisto). Boman și-a vândut participația sa în 1907, iar compania a primit numele Arvi A. Kariston kustannusliike. Pe lângă editură, Arvi A. Karisto a înființat, de asemenea, o legătorie de cărți și o fabrică de plicuri. Operațiunile au fuzionat în 1917, când a fost fondată compania Arvi A. Karisto Osakeyhtiö.

## Prezent
Printre cei mai cunoscuți scriitori editați de Karisto în anii 2000 au fost Seppo Jokinen, Kirsti Ellilä, Juha-Pekka Koskinen, Timo Sandberg și Jukka M. Heikkilä.
Tipografia a fost vândută în noiembrie 2012 către compania Bookwell care a anunțat că va sista activitatea tipografică din primăvara anului 2013.
În 2012 Karisto a achiziționat Alfamer Oy, o editură de ghiduri de reparații auto, de la Albinsson & Sjöberg Förlags AB din Suedia.
Activitatea editorială a fost vândută în 2016 către Tarusto Kustannus Oy, care continuă să opereze sub numele de Karisto Oy.